# Antilogarithmus
Antilogarithmus ist eine englische umgangssprachliche Bezeichnung für die Exponentialfunktion zur Basis 10.
Wird mit Hilfe von Logarithmentafeln eine Multiplikation oder Division durchgeführt, werden die Logarithmen der Faktoren addiert bzw. die Logarithmen von Dividend und Divisor subtrahiert. Das Ergebnis erhält man dann durch „antilogarithmieren“. Andere Bezeichnungen für „antilogarithmieren“ sind „delogarithmieren“, „entlogarithmieren“ und „exponenzieren“.
Auf diesem Prinzip beruht der Rechenschieber.

## Beispielrechnung
Die Division 12345678 durch 23456 soll ausgeführt werden. Zuerst wird zur Basis 10 logarithmiert, wodurch wir 7,0915 und 4,3703 erhalten. Die Subtraktion ergibt 2,7212, durch den Antilogarithmus erhalten wir das Ergebnis 526,3.

## Herleitung
Multiplikation:
{\displaystyle x\cdot y=a^{\log _{a}\!x}\cdot a^{\log _{a}\!y}=a^{\log _{a}\!x+\log _{a}\!y}}
Division:
{\displaystyle {\frac {x}{y}}={\frac {a^{\log _{a}\!x}}{a^{\log _{a}\!y}}}=a^{\log _{a}\!x-\log _{a}\!y}}